# Francesco Lamanna
Francesco Lamanna (ur. 21 lutego 1946 w Santa Maria Capua Vetere, zm. 6 lipca 2019 w Pawii) – włoski polityk i samorządowiec, poseł do Parlamentu Europejskiego III kadencji.

## Życiorys
Zajmował się działalnością dziennikarską, był też dyrektorem w służbie zdrowia. Należał Chrześcijańskiej Demokracji. Zasiadał w radzie miejskiej, od 1985 był asesorem we władzach regionalnych Kampanii. Wchodził też w skład rady regionalnej. W latach 1992–1994 sprawował mandat eurodeputowanego III kadencji. Był członkiem frakcji chadeckiej.